# Un beau ténébreux
Un beau ténébreux est le deuxième roman de Julien Gracq, publié en 1945.

## Présentation
Le projet de ce roman a mûri pendant la guerre, entre 1940 et 1942, années où il fut pour l'essentiel écrit. Dans une édition postérieure, Bernhild Boie écrit : « Le titre désigne le thème et le style dans leur ambiguïté, celle d'un sujet classique qui se trouve dénoncé dans sa banalité et réactivé dans ses significations ». Le personnage du beau ténébreux apparaît en effet dans un roman de chevalerie, Amadis de Gaule, dans la version publiée en 1508 par Garci Rodríguez de Montalvo, puis est repris par Gérard de Nerval et les romantiques.
Le roman de Julien Gracq tourne autour de deux amants décidés à en finir avec la vie. Un hôtel isolé, en Bretagne au bord de la mer, abrite leur dernier été.

## Résumé
Le roman comprend trois parties ; un prologue, un journal intime qui forme le corps du texte, et un épilogue.
Le prologue évoque le calme d'une plage déserte, au « ciel désespérément immobile », qui va lentement s'animer, comme un « théâtre qu'on rouvre ». Le passage liminaire fait office de présage, annonçant d'abord le désœuvrement, puis l'entrée en scène des acteurs de cette « histoire d'une fascination ».
Gérard est le narrateur du journal ; il y relate les évènements prenant place à l'Hôtel des Vagues, le temps d'un été, sur la plage de Kérantec, une ville fictive dont le nom à une consonance très bretonne. Comme souvent chez Julien Gracq, il s'agit d'attendre l'évènement qui viendra briser l'apparente quiétude des lieux. Ici, le narrateur fait connaissance avec les estivants de l’hôtel, dont il finit par se lasser. Le désœuvrement atteint son paroxysme, et Gérard est sur le point de plier bagage, lorsque Grégory, l'un des membres de la bande de vacanciers, annonce l'arrivée de l'un de ses amis d'enfance. Le narrateur, poussé par une étrange curiosité, décide finalement de rester. Dès son entrée en scène, Allan, le « beau ténébreux », accompagné par Dolorès, impose à tout l’hôtel son irrésistible attraction, et rompt avec la monotonie ambiante. Esprit supérieur et cultivé, athlète charismatique, en toute circonstance imperturbable, Allan devient rapidement le meneur incontesté des estivants, qu'il entraine dans une mystérieuse fascination. Gérard tente en vain de cerner ce personnage qui défie la mort, insouciant, et provoque le scandale partout autour de lui. Alors que l'été touche à sa fin, le mystère reste entier, même si Gérard pressent que l'attitude d'Allan ne peut que cacher quelque sombre dessein. C'est ici que s'achève le journal intime.
L'épilogue relate les derniers événements de l'été. Lors d'un bal costumé célébrant la fin de la saison estivale, Allan et Dolorès revêtent les déguisements des amants de Montmorency, un clin d’œil au poème d'Alfred de Vigny, qui compte l'histoire de « deux jeunes amoureux, décidés à ''en finir avec la vie'' », et qui vont passer un weekend ensemble, avant de se tuer. Le soir même, comme pour faire voler en éclats la frontière entre fiction et réalité, Allan et Dolorès se suicident.

## Éditions
- Julien Gracq, Un beau ténébreux, Paris, José Corti, 1945
- Julien Gracq, Œuvres complètes I, Paris, Gallimard, Bibliothèque de la Pléiade, 1989 (édition de Bernhild Boie)  (ISBN 9782070111626)

## Adaptation
Jean-Christophe Averty en a réalisé une adaptation pour la télévision, portant le même titre, et diffusé en 1971,.

### Ouvrages
- Henri Agel, Le beau ténébreux dans la littérature. De Lancelot à Julien Gracq, éditions du CEFAL, Liège, 1999.
- Ruth Amossy, Les Jeux de l'allusion littéraire dans "Un beau ténébreux" de Julien Gracq, La Baconnière, coll. « Langages », Neuchâtel, 1980. [lire en ligne]

### Articles
- Aurélien Hupé, « Énigme et intertextualité dans Un Beau ténébreux », Julien Gracq 4, La Revue des lettres modernes, 2004.
- Isabelle Husson-Casta, « Écriture et connaissance — signes du féminin dans Un Beau ténébreux », Julien Gracq 1, La Revue des lettres modernes, 1991.
- Dominique Maingueneau, « Le style au miroir — Remarques sur le style énonciatif dans Un Beau ténébreux », Julien Gracq 1, La Revue des lettres modernes, 1991.